# Campionati austriaci di sci alpino
I Campionati austriaci di sci alpino sono una competizione sciistica che si svolge ogni anno, generalmente nel mese di marzo, in una diversa stazione sciistica austriaca. Organizzati dalla Federazione sciistica dell'Austria (Österreichischer Skiverband), decretano il campione e la campionessa austriaci di ogni disciplina sciistica attraverso una singola gara. Nei primi anni erano ammessi anche sciatori di altre nazionalità e pertanto alcuni titoli sono stati conquistati da atleti non austriaci.
La prima edizione del 1928 ha visto lo svolgimento della sola discesa libera al femminile; dal 1932 sono state introdotte anche le gare maschili e fino al 1938 sono stati assegnati solo i titoli della combinata per entrambi i sessi. Dopo il 1938, l'annessione dell'Austria al Terzo Reich ha fatto sì che la competizione non venisse disputata. Dal 1947 vengono assegnati i titoli di discesa, slalom speciale e combinata. La prova di slalom gigante è stata introdotta nel 1951, mentre quella di supergigante solo dal 1987. Dal 2010 la combinata è stata sostituita dalla supercombinata.

## Albo d'oro

### Discesa libera
| Edizione | Uomini                    | Donne                         |
| -------- | ------------------------- | ----------------------------- |
| 1928     | non assegnato             | Inge Lantschner               |
| 1929     | non assegnato             | Inge Lantschner               |
| 1930     | non assegnato             | Emmy Ripper                   |
| 1931     | non assegnato             | Annemarie Kopp Germania       |
| 1947     | Edi Mall                  | Dagmar Roml                   |
| 1948     | Hellmut Lantschner        | Erika Mahringer               |
| 1949     | Egon Schöpf               | Resi Hammerer                 |
| 1950     | Rudi Moser                | Annelore Zückert              |
| 1951     | Engelbert Haider          | Erika Mahringer               |
| 1952     | Andreas Molterer          | Erika Mahringer               |
| 1953     | Walter Schuster           | Trude Klecker                 |
| 1954     | Christian Pravda          | Trude Klecker                 |
| 1955     | non assegnato             | non assegnato                 |
| 1956     | Andreas Molterer          | Trude Klecker                 |
| 1957     | non assegnato             | Hilde Hofherr                 |
| 1958     | Josef Rieder Karl Schranz | Josefa Frandl                 |
| 1959     | Hias Leitner              | Erika Netzer                  |
| 1960     | non assegnato             | non assegnato                 |
| 1961     | Heini Messner             | Christl Haas                  |
| 1962     | non assegnato             | non assegnato                 |
| 1963     | Karl Schranz              | Christl Haas                  |
| 1964     | non assegnato             | non assegnato                 |
| 1965     | Karl Schranz              | Traudl Hecher                 |
| 1966     | Egon Zimmermann           | Christl Haas                  |
| 1967     | Gerhard Nenning           | Traudl Hecher                 |
| 1968     | Karl Schranz              | Olga Pall                     |
| 1969     | Karl Cordin               | Olga Pall                     |
| 1970     | Josef Loidl               | Wiltrud Drexel                |
| 1971     | Karl Cordin               | Ingrid Gfölner                |
| 1972     | Josef Walcher             | Brigitte Schroll              |
| 1973     | Josef Walcher             | non assegnato                 |
| 1974     | Werner Grissmann          | Wiltrud Drexel                |
| 1975     | Ernst Winkler             | Nicola Spieß                  |
| 1976     | Ernst Winkler             | Wiltrud Drexel                |
| 1977     | Franz Klammer             | Annemarie Moser-Pröll         |
| 1978     | Josef Walcher             | Brigitte Totschnig            |
| 1979     | Harti Weirather           | Cornelia Pröll                |
| 1980     | non assegnato             | non assegnato                 |
| 1981     | Gerhard Pfaffenbichler    | Huberta Wolf                  |
| 1982     | Harti Weirather           | Lea Sölkner                   |
| 1983     | Harti Weirather           | Veronika Wallinger            |
| 1984     | Helmut Höflehner          | Lea Sölkner                   |
| 1985     | Stefan Niederseer         | Astrid Geisler                |
| 1986     | Erwin Resch               | Katrin Gutensohn              |
| 1987     | Leonhard Stock            | Sylvia Eder                   |
| 1988     | Andreas Evers             | Christine Zangerl             |
| 1989     | Peter Wirnsberger II      | Katrin Gutensohn              |
| 1990     | Erwin Resch               | Monika Kogler                 |
| 1991     | Patrick Ortlieb           | Anja Haas                     |
| 1992     | Patrick Ortlieb           | Gabriele Papp                 |
| 1993     | Helmut Höflehner          | Veronika Wallinger            |
| 1994     | Patrick Ortlieb           | Alexandra Meissnitzer         |
| 1995     | Patrick Ortlieb           | Ingrid Stöckl                 |
| 1996     | Patrick Ortlieb           | Michaela Dorfmeister          |
| 1997     | Josef Strobl              | Brigitte Obermoser            |
| 1998     | Josef Strobl              | Renate Götschl                |
| 1999     | Andreas Schifferer        | Brigitte Obermoser            |
| 2000     | Michael Walchhofer        | Kerstin Reisenhofer           |
| 2001     | Fritz Strobl              | Stefanie Schuster             |
| 2002     | Andreas Schifferer        | Michaela Kirchgasser          |
| 2003     | Norbert Holzknecht        | Astrid Vierthaler             |
| 2004     | non assegnato             | non assegnato                 |
| 2005     | Hans Grugger              | Christine Sponring            |
| 2006     | Andreas Buder             | Maria Holaus                  |
| 2007     | Norbert Holzknecht        | Nicole Schmidhofer            |
| 2008     | Klaus Kröll               | Michaela Kirchgasser          |
| 2009     | non assegnato             | non assegnato                 |
| 2010     | Hans Grugger              | Christina Staudinger          |
| 2011     | Max Franz                 | Jessica Depauli               |
| 2012     | Max Franz                 | Tamara Tippler                |
| 2013     | Johannes Kröll            | Stefanie Moser                |
| 2014     | Frederic Berthold         | Mirjam Puchner                |
| 2015     | Patrick Schweiger         | Mirjam Puchner                |
| 2016     | Sebastian Arzt            | Christina Ager Tamara Tippler |
| 2017     | Hannes Reichelt           | non assegnato                 |
| 2018     | Otmar Striedinger         | Christine Scheyer             |
| 2019     | Manuel Traninger          | Lisa Grill                    |
| 2020     | non assegnato             | non assegnato                 |
| 2021     | Daniel Danklmaier         | Sabrina Maier                 |
| 2022     | Daniel Danklmaier         | Franziska Gritsch             |
| 2023     | Johannes Strolz           | Nina Ortlieb                  |

### Supergigante
| Edizione | Uomini                              | Donne                 |
| -------- | ----------------------------------- | --------------------- |
| 1987     | Leonhard Stock                      | Sigrid Wolf           |
| 1988     | Guido Hinterseer                    | Christine Zangerl     |
| 1989     | Helmut Mayer                        | Petra Kronberger      |
| 1990     | Günther Mader                       | Michaela Dorfmeister  |
| 1991     | Richard Kröll                       | Andrea Salvenmoser    |
| 1992     | Patrick Ortlieb                     | Barbara Sadleder      |
| 1993     | Peter Wirnsberger II                | Barbara Sadleder      |
| 1994     | Andreas Schifferer                  | Alexandra Meissnitzer |
| 1995     | Rainer Salzgeber                    | Renate Götschl        |
| 1996     | Richard Kröll                       | Michaela Dorfmeister  |
| 1997     | Andreas Schifferer                  | Michaela Dorfmeister  |
| 1998     | Andreas Schifferer                  | Alexandra Meissnitzer |
| 1999     | Fritz Strobl                        | Brigitte Obermoser    |
| 2000     | Andreas Schifferer                  | Brigitte Obermoser    |
| 2001     | Josef Strobl                        | Ingrid Rumpfhuber     |
| 2002     | Andreas Schifferer                  | Alexandra Meissnitzer |
| 2003     | Mario Scheiber                      | Brigitte Obermoser    |
| 2004     | non assegnato                       | non assegnato         |
| 2005     | Andreas Buder                       | Brigitte Obermoser    |
| 2006     | non assegnato                       | Elisabeth Görgl       |
| 2007     | Christoph Alster                    | Nicole Schmidhofer    |
| 2008     | Florian Scheiber Rainer Schönfelder | Silvia Berger         |
| 2009     | Hannes Reichelt                     | Nicole Schmidhofer    |
| 2010     | Klaus Kröll                         | Elisabeth Görgl       |
| 2011     | Björn Sieber                        | Anna Fenninger        |
| 2012     | Hannes Reichelt                     | Stefanie Köhle        |
| 2013     | Romed Baumann                       | Stephanie Venier      |
| 2014     | Daniel Hemetsberger                 | Rosina Schneeberger   |
| 2015     | Clemens Dorner                      | non assegnato         |
| 2016     | Hannes Reichelt                     | Elisabeth Görgl       |
| 2017     | Vincent Kriechmayr                  | Rosina Schneeberger   |
| 2018     | Vincent Kriechmayr                  | Ricarda Haaser        |
| 2019     | Christoph Krenn                     | Ariane Rädler         |
| 2020     | Christian Borgnaes                  | Christina Ager        |
| 2021     | Otmar Striedinger                   | Lena Wechner          |
| 2022     | Julian Schütter                     | Magdalena Egger       |
| 2023     | Marco Schwarz                       | Nina Ortlieb          |

### Slalom gigante
| Edizione | Uomini                           | Donne                 |
| -------- | -------------------------------- | --------------------- |
| 1951     | Christian Pravda                 | Erika Mahringer       |
| 1952     | Christian Pravda                 | Dagmar Rom            |
| 1953     | Walter Schuster                  | Trude Klecker         |
| 1954     | Ernst Hinterseer                 | Thea Hochleitner      |
| 1955     | Andreas Molterer                 | Josefa Frandl         |
| 1956     | Andreas Molterer                 | Thea Hochleitner      |
| 1957     | Toni Sailer                      | Hilde Hofherr         |
| 1958     | Karl Schranz                     | Josefa Frandl         |
| 1959     | Hias Leitner                     | Grete Haslauer        |
| 1960     | Andreas Molterer                 | Hilde Hofherr         |
| 1961     | Martin Burger                    | Marianne Jahn         |
| 1962     | Martin Burger                    | Erika Netzer          |
| 1963     | Josef Stiegler                   | Marianne Jahn         |
| 1964     | Franz Digruber                   | Christl Haas          |
| 1965     | Hugo Nindl                       | Grete Digruber        |
| 1966     | Karl Schranz                     | Inge Jochum           |
| 1967     | Heini Messner                    | Erika Schinegger      |
| 1968     | Reinhard Tritscher               | Gertrud Gabl          |
| 1969     | Alfred Matt                      | Heidi Zimmermann      |
| 1970     | Thomas Hauser                    | Annemarie Moser-Pröll |
| 1971     | David Zwilling                   | Annemarie Moser-Pröll |
| 1972     | David Zwilling                   | Annemarie Moser-Pröll |
| 1973     | Hansi Hinterseer                 | Annemarie Moser-Pröll |
| 1974     | Thomas Hauser                    | Annemarie Moser-Pröll |
| 1975     | Thomas Hauser                    | Annemarie Moser-Pröll |
| 1976     | Alfred Steger                    | Monika Kaserer        |
| 1977     | Klaus Heidegger                  | Lea Sölkner           |
| 1978     | Hans Enn                         | Annemarie Moser-Pröll |
| 1979     | Christian Orlainsky              | Annemarie Moser-Pröll |
| 1980     | Klaus Heidegger                  | Ingrid Eberle         |
| 1981     | Wolfram Ortner                   | Erika Gfrerer         |
| 1982     | Franz Gruber                     | Anni Kronbichler      |
| 1983     | Hans Enn                         | Elisabeth Kirchler    |
| 1984     | Franz Gruber                     | Claudia Riedl         |
| 1985     | Guido Hinterseer                 | Sylvia Eder           |
| 1986     | Helmut Mayer                     | Sylvia Eder           |
| 1987     | Rudolf Nierlich                  | Sigrid Wolf           |
| 1988     | Christian Orlainsky              | Ingrid Salvenmoser    |
| 1989     | Alexander Hödlmoser              | Petra Kronberger      |
| 1990     | Richard Kröll                    | Anita Wachter         |
| 1991     | Helmut Mayer                     | Ingrid Salvenmoser    |
| 1992     | Christian Mayer                  | Cornelia Meusburger   |
| 1993     | Helmut Mayer                     | non assegnato         |
| 1994     | Hans Knauß                       | Anita Wachter         |
| 1995     | Mario Reiter                     | Michaela Dorfmeister  |
| 1996     | Hermann Schiestl                 | Stefanie Schuster     |
| 1997     | Hans Knauß                       | Anita Wachter         |
| 1998     | non assegnato                    | non assegnato         |
| 1999     | Patrick Wirth                    | Alexandra Meissnitzer |
| 2000     | Benjamin Raich                   | Michaela Dorfmeister  |
| 2001     | Christoph Alster                 | Eveline Rohregger     |
| 2002     | Hannes Reiter                    | Martina Lechner       |
| 2003     | Reinfried Herbst                 | Eveline Rohregger     |
| 2004     | Andreas Schifferer               | Alexandra Meissnitzer |
| 2005     | Stephan Görgl                    | Nicole Hosp           |
| 2006     | Hannes Reichelt                  | Eva-Maria Brem        |
| 2007     | Romed Baumann                    | Michaela Kirchgasser  |
| 2008     | Romed Baumann                    | Nicole Hosp           |
| 2009     | Hannes Reichelt                  | Kathrin Zettel        |
| 2010     | Marcel Hirscher                  | Evelyn Pernkopf       |
| 2011     | Philipp Schörghofer              | Lisa-Maria Reiss      |
| 2012     | Christoph Nösig                  | Stefanie Köhle        |
| 2013     | Bernhard Graf                    | Eva-Maria Brem        |
| 2014     | Philipp Schörghofer              | Kathrin Zettel        |
| 2015     | Marco Schwarz                    | Ramona Siebenhofer    |
| 2016     | Philipp Schörghofer              | Ricarda Haaser        |
| 2017     | Johannes Strolz                  | Elisabeth Kappaurer   |
| 2018     | Manuel Feller                    | Elisabeth Kappaurer   |
| 2019     | Roland Leitinger Johannes Strolz | Katharina Liensberger |
| 2020     | Christian Borgnaes               | Elisa Mörzinger       |
| 2021     | Magnus Walch                     | Elisa Mörzinger       |
| 2022     | Stefan Brennsteiner              | Katharina Truppe      |
| 2023     | Joshua Sturm                     | Elisabeth Kappaurer   |

### Slalom speciale
| Edizione | Uomini               | Donne                         |
| -------- | -------------------- | ----------------------------- |
| 1947     | Egon Schöpf          | Resi Hammerer                 |
| 1948     | Egon Schöpf          | Erika Anneliese Schuh-Proxauf |
| 1949     | Egon Schöpf          | Resi Hammerer                 |
| 1950     | Rudi Moser           | Annelore Zückert              |
| 1951     | Christian Pravda     | Erika Mahringer               |
| 1952     | Christian Pravda     | Dagmar Rom                    |
| 1953     | Fritz Huber          | Trude Klecker                 |
| 1954     | Andreas Molterer     | Thea Hochleitner              |
| 1955     | Andreas Molterer     | Thea Hochleitner              |
| 1956     | Ernst Oberaigner     | Regina Schöpf                 |
| 1957     | Toni Sailer          | Lotte Blattl                  |
| 1958     | Christian Pravda     | Kathi Hörl                    |
| 1959     | Andreas Molterer     | Erika Netzer                  |
| 1960     | Josef Stiegler       | Traudl Hecher                 |
| 1961     | Josef Stiegler       | Traudl Hecher                 |
| 1962     | Karl Schranz         | Traudl Hecher                 |
| 1963     | Karl Schranz         | Hecher                        |
| 1964     | Heini Messner        | Grete Digruber                |
| 1965     | Heini Messner        | Edith Zimmermann              |
| 1966     | Herbert Huber        | Christl Haas                  |
| 1967     | Heini Messner        | Gertrud Gabl                  |
| 1968     | Herbert Huber        | Gertrud Gabl                  |
| 1969     | Gerhard Riml         | Gertrud Gabl                  |
| 1970     | Harald Rofner        | Annemarie Moser-Pröll         |
| 1971     | Harald Rofner        | Annemarie Moser-Pröll         |
| 1972     | Thomas Hauser        | Helene Graswander             |
| 1973     | Alfred Matt          | Monika Kaserer                |
| 1974     | David Zwilling       | Wiltrud Drexel                |
| 1975     | Josef Pechtl         | Annemarie Moser-Pröll         |
| 1976     | Hansi Hinterseer     | Monika Kaserer                |
| 1977     | Klaus Heidegger      | Annemarie Moser-Pröll         |
| 1978     | Hans Enn             | Annemarie Moser-Pröll         |
| 1979     | Franz Gruber         | Annemarie Moser-Pröll         |
| 1980     | Klaus Heidegger      | Rosi Aschenwald               |
| 1981     | Franz Gruber         | Sylvia Eder                   |
| 1982     | Anton Steiner        | Rosi Aschenwald               |
| 1983     | Klaus Heidegger      | Karin Buder                   |
| 1984     | Bernhard Gstrein     | Roswitha Steiner              |
| 1985     | Gerhard Lieb         | Ida Ladstätter                |
| 1986     | Franz Gruber         | Anita Wachter                 |
| 1987     | Günther Mader        | Roswitha Steiner              |
| 1988     | Dietmar Köhlbichler  | Claudia Strobl                |
| 1989     | Rudolf Nierlich      | Karin Buder                   |
| 1990     | Günther Mader        | Claudia Strobl                |
| 1991     | Stephan Eberharter   | Ingrid Salvenmoser            |
| 1992     | Thomas Stangassinger | Claudia Strobl                |
| 1993     | Michael Tritscher    | Karin Köllerer                |
| 1994     | Siegfried Voglreiter | Anita Wachter                 |
| 1995     | Mario Reiter         | Karin Köllerer                |
| 1996     | Thomas Sykora        | Sabine Egger                  |
| 1997     | Thomas Sykora        | Sabine Egger                  |
| 1998     | non assegnato        | Karin Köllerer                |
| 1999     | Ronald Stampfer      | Sabine Egger                  |
| 2000     | Mario Matt           | Karin Köllerer                |
| 2001     | Kurt Engl            | Christine Sponring            |
| 2002     | Patrick Bechter      | Marlies Schild                |
| 2003     | Manfred Pranger      | Marlies Schild                |
| 2004     | Manfred Pranger      | Elisabeth Görgl               |
| 2005     | Mario Matt           | Elisabeth Görgl               |
| 2006     | Mario Matt           | Eva-Maria Brem                |
| 2007     | Alexander Koll       | Katrin Triendl                |
| 2008     | Reinfried Herbst     | Marlies Schild                |
| 2009     | Manfred Pranger      | Kathrin Zettel                |
| 2010     | Alexander Koll       | Marlies Schild                |
| 2011     | Manfred Pranger      | Marlies Schild                |
| 2012     | Mario Matt           | Jessica Depauli               |
| 2013     | Wolfgang Hörl        | Alexandra Daum                |
| 2014     | Reinfried Herbst     | Kathrin Zettel                |
| 2015     | Christian Hirschbühl | Carmen Thalmann               |
| 2016     | Marco Schwarz        | Stephanie Brunner             |
| 2017     | Johannes Strolz      | Julia Dygruber                |
| 2018     | Michael Matt         | Bernadette Schild             |
| 2019     | Marc Digruber        | Katharina Liensberger         |
| 2020     | Simon Rueland        | Katharina Huber               |
| 2021     | Dominik Raschner     | Marie-Therese Sporer          |
| 2022     | Simon Rueland        | Katharina Liensberger         |
| 2023     | Joshua Sturm         | Lisa Hörhager                 |

### Combinata
| Edizione | Uomini                 | Donne                         |
| -------- | ---------------------- | ----------------------------- |
| 1932     | Franz Zingerle         | Irma Schmidegg                |
| 1933     | Siegfried Engl         | Grete Alt-Lantschner          |
| 1934     | Peter Radacher         | Emmy Ripper                   |
| 1935     | Friedl Wolfgang        | Anny Rüegg Svizzera           |
| 1936     | Eberhard Kneisl        | Elvira Osirnig Svizzera       |
| 1937     | Rudolf Cranz Germania  | Christl Cranz Germania        |
| 1938     | Wilhelm Walch          | Elvira Osirnig Svizzera       |
| 1947     | Edi Mall               | Annelore Zückert              |
| 1948     | Egon Schöpf            | Erika Anneliese Schuh-Proxauf |
| 1949     | Egon Schöpf            | Resi Hammerer                 |
| 1950     | Rudi Moser             | Annelore Zückert              |
| 1951     | Christian Pravda       | Erika Mahringer               |
| 1952     | Toni Spiss             | Anneliese Schuh-Proxauf       |
| 1953     | Otto Linher            | Trude Klecker                 |
| 1954     | Christian Pravda       | Thea Hochleitner              |
| 1955     | Andreas Molterer       | Thea Hochleitner              |
| 1956     | Ernst Hinterseer       | Trude Klecker                 |
| 1957     | Toni Sailer            | Lotte Blattl                  |
| 1958     | Karl Schranz           | Josefa Frandl                 |
| 1959     | Toni Mark              | Erika Netzer                  |
| 1960     | Ernst Oberaigner       | Traudl Hecher                 |
| 1961     | Josef Stiegler         | Traudl Hecher                 |
| 1962     | Karl Schranz           | Traudl Hecher                 |
| 1963     | Gerhard Nenning        | Traudl Hecher                 |
| 1964     | Franz Digruber         | Christl Haas                  |
| 1965     | Hugo Nindl             | Edith Zimmermann              |
| 1966     | Hugo Nindl             | Christl Haas                  |
| 1967     | Hugo Nindl             | Gertrud Gabl                  |
| 1968     | Karl Schranz           | Christl Haas                  |
| 1969     | Alfred Matt            | Annemarie Moser-Pröll         |
| 1970     | Josef Loidl            | Annemarie Moser-Pröll         |
| 1971     | David Zwilling         | Ingrid Gfölner                |
| 1972     | Josef Loidl            | Brigitte Schroll              |
| 1973     | non assegnato          | non assegnato                 |
| 1974     | Michael Koch           | Annemarie Moser-Pröll         |
| 1975     | Reinhard Tritscher     | Brigitte Schroll              |
| 1976     | Anton Steiner          | Monika Kaserer                |
| 1977     | Hans Enn               | Brigitte Schroll              |
| 1978     | Hans Enn               | Brigitte Totschnig            |
| 1979     | Jörg Wirnsberger       | Elisabeth Kraml               |
| 1980     | non assegnato          | non assegnato                 |
| 1981     | Rudolf Huber           | Sylvia Eder                   |
| 1982     | Anton Steiner          | Ingrid Eberle                 |
| 1983     | Rudolf Stocker         | Sylvia Eder                   |
| 1984     | Bernhard Gstrein       | Sieglinde Winkler             |
| 1985     | Guido Hinterseer       | Anita Wachter                 |
| 1986     | Rudolf Stocker         | Adelheid Gapp                 |
| 1987     | Ernst Riedlsperger     | Sylvia Eder                   |
| 1988     | Ernst Riedlsperger     | Karin Köllerer                |
| 1989     | Peter Wirnsberger II   | Ingrid Stöckl                 |
| 1990     | Rainer Salzgeber       | Michaela Thaler               |
| 1991     | Rainer Salzgeber       | Cornelia Meusburger           |
| 1992     | Christian Mayer        | Cornelia Meusburger           |
| 1993     | Dietmar Thöni          | Karin Köllerer                |
| 1994     | Andreas Schifferer     | Cornelia Meusburger           |
| 1995     | Stefan Curra           | Cornelia Meusburger           |
| 1996     | Rainer Schönfelder     | Michaela Dorfmeister          |
| 1997     | Christoph Gruber       | Eveline Rohregger             |
| 1998     | non assegnato          | Stefanie Schuster             |
| 1999     | Mario Matt             | Brigitte Obermoser            |
| 2000     | Kurt Engl              | Christine Sponring            |
| 2001     | Matthias Lanzinger     | Stefanie Schuster             |
| 2002     | Matthias Lanzinger     | Daniela Müller                |
| 2003     | Hannes Reichelt        | Michaela Kirchgasser          |
| 2004     | non assegnato          | non assegnato                 |
| 2005     | Romed Baumann          | Elisabeth Görgl               |
| 2006     | Christoph Nösig        | Michaela Nösig                |
| 2007     | Romed Baumann          | Eva-Maria Brem                |
| 2008     | Romed Baumann          | Michaela Kirchgasser          |
| 2009     | Thomas König           | Ramona Siebenhofer            |
| 2010     | Joachim Puchner        | Carmen Thalmann               |
| 2011     | Marc Digruber          | Jessica Depauli               |
| 2012     | non assegnato          | non assegnato                 |
| 2013     | non assegnato          | non assegnato                 |
| 2014     | Frederic Berthold      | non assegnato                 |
| 2015     | Maximilian Lahnsteiner | Denise Zöhrer                 |
| 2016     | Marco Schwarz          | Rosina Schneeberger           |
| 2017     | Vincent Kriechmayr     | Ricarda Haaser                |
| 2018     | non assegnato          | non assegnato                 |
| 2019     | non assegnato          | non assegnato                 |
| 2020     | Lukas Passrugger       | non assegnato                 |
| 2021     | Adrian Pertl           | Lisa Hörhager                 |
| 2022     | non assegnato          | non assegnato                 |
| 2023     | non assegnato          | non assegnato                 |

## Maggiori vincitori di titoli austriaci assoluti

### Uomini
| Pos. | Nome               | Carriera  | Discesa | Super-g | Gigante | Slalom | Combinata | Totale |
| ---- | ------------------ | --------- | ------- | ------- | ------- | ------ | --------- | ------ |
| 1    | Karl Schranz       | 1958-1968 | 4       | -       | 2       | 2      | 3         | 11     |
| 2    | Andreas Molterer   | 1952-1960 | 2       | -       | 3       | 3      | 1         | 9      |
| 2    | Andreas Schifferer | 1994-2004 | 2       | 5       | 1       | 0      | 1         | 9      |
| 4    | Christian Pravda   | 1951-1958 | 1       | -       | 2       | 3      | 2         | 8      |
| 5    | Romed Baumann      | 2005-     | 0       | 1       | 2       | 0      | 3         | 6      |
| 5    | Patrick Ortlieb    | 1991-1996 | 5       | 1       | 0       | 0      | 0         | 6      |
| 5    | Egon Schöpf        | 1947-1949 | 1       | -       | 0       | 3      | 2         | 6      |
| 8    | Hans Enn           | 1977-1983 | 0       | 0       | 2       | 1      | 2         | 5      |
| 8    | Franz Gruber       | 1979-1986 | 0       | 0       | 2       | 3      | 0         | 5      |
| 8    | Klaus Heidegger    | 1977-1983 | 0       | -       | 2       | 3      | 0         | 5      |
| 8    | Mario Matt         | 1999-     | 0       | 0       | 0       | 4      | 1         | 5      |
| 8    | Heini Messner      | 1961-1967 | 1       | -       | 1       | 3      | 0         | 5      |
| 8    | Hannes Reichelt    | 2003-     | 0       | 2       | 2       | 0      | 1         | 5      |